# Lycée Général-Leclerc (Yaoundé)
Le lycée Général-Leclerc de Yaoundé est un établissement d'enseignement secondaire du Cameroun. Il s'étend sur 35 ha dans le quartier administratif de Ngoa Ekélé dans la commune d'arrondissement de Yaoundé III.

## Histoire
Il est inauguré avant l'indépendance du pays, le 21 octobre 1952 par Louis-Paul Aujoulat, secrétaire d'État à la France d'outre-mer. Avec son internat de filles et de garçons, il accueillait des élèves des régions du Cameroun, il fut un des plus grands établissements d'Afrique francophone comptant jusqu'à 17 000 élèves.

## Activités
Il accueille en 2019 près de 7 000 élèves, en premier et second cycles, 18 censeurs, 7 divisions de la sixième à la terminale. Il dispose de 81 salles de classe dont 4 salles d'informatique et de nombreux équipements sportifs.

## Dirigeants
Il est dirigé par un proviseur européen de 1952 à 1973. Le premier proviseur d'origine camerounaise est Daniel Essono Edou nommé en 1973. 

## Personnalités liées au lycée
- Paul Biya, président de la République du Cameroun ;
- Henri Hogbe Nlend, mathématicien et homme politique ;
- Ibrahim Mbombo Njoya (1937-2021), sultan-roi des Bamouns ;
- Rabiatou Njoya (1945-2021), écrivain ;
- Augustin Frédéric Kodock ;
- Pierre Semengue, général ;
- Florent Etoga Eily ;
- Denise Epoté, journaliste ;
- Carine Bahanag, Artiste danseuse, chorégraphe, scénariste ;
- Govinal, artiste chanteur ;
- Acha Leke, president de McKinsey Africa ;
- Thérèse Sita-Bella (1933-2006), cinéaste, journaliste et pilote d'avion ;
- Ernest Simo, scientifique et ingénieur camerounais ayant travaillé pour la NASA, inventeur de la VSAT.